# 82. ceremonia wręczenia Oscarów
82. ceremonia wręczenia Oscarów za rok 2009, odbyła się 7 marca 2010 w Kodak Theatre w Hollywood. Transmisję dla obszaru Stanów Zjednoczonych przeprowadziła telewizja ABC. Nominacje zostały ogłoszone we wtorek 2 lutego 2010 w Samuel Goldwyn Theater w Hollywood. Prezentacji dokonali, prezydent Akademii Tom Sherak oraz aktorka Anne Hathaway.
24 czerwca 2009 ówczesny prezydent Akademii Sid Ganis ogłosił, iż w kategorii Najlepszy film zostanie przyznane 10 nominacji (dotychczas 5). O Oscarowe nominacje ubiegało się w tym roku 247 filmów.
82. gala rozdania nagród Akademii była pierwszą od 1987, którą prowadziła więcej niż jedna osoba. Na prowadzących zostali wybrani Alec Baldwin i Steve Martin.

## Nominacje

### Filmy
W tym roku najwięcej nominacji − po 9 − otrzymały dwa filmy: Avatar w reżyserii Jamesa Camerona i The Hurt Locker. W pułapce wojny w reżyserii Kathryn Bigelow. O jedną nominację mniej otrzymał obraz Bękarty wojny Quentina Tarantino. Z sześcioma nominacjami uplasowali się: niezależny dramat Hej, skarbie w reżyserii Lee Danielsa i W chmurach Jasona Reitmana.
Po zmianie regulaminu od tej ceremonii, w kategorii Najlepszy film Akademia Filmowa przyznaje nominacje dziesięciu filmom. Wśród nich znalazł się m.in. Odlot. Film, otrzymał również nominację w kategorii Najlepszy długometrażowy film animowany. Odlot został drugim w historii filmem animowanym, który otrzymał nominację w kategorii najlepszy film. Wcześniej, w 1992, udało się to Pięknej i Bestii.
W kategorii filmu nieanglojęzycznego zabrakło polskiego kandydata − filmu Rewers Borysa Lankosza, który odpadł w preselekcjach. Nominowany za to został niemiecki obraz Biała wstążka Michaela Haneke nagrodzony Złotą Palmą na MFF w Cannes. Nie zabrakło również filmu Gorzkie mleko Claudii Llosy nagrodzonego Złotym Niedźwiedziem podczas MFF w Berlinie. Wśród nominowanych znalazł się również francuski Prorok oraz izraelski Ajami i argentyński Sekret jej oczu.
Jedynym polskim filmem nominowanym w tym roku do nagrody Akademii Filmowej jest dokument Królik po berlińsku autorstwa Bartosza Konopki i Anny Wydry. Film otrzymał nominację w kategorii Najlepszy krótkometrażowy film dokumentalny.

### Artyści
Wśród kategorii aktorskich króluje Meryl Streep, aktorka, która otrzymała swoją 16. nominację do Oscara. Streep została nominowana drugi rok z rzędu, w zeszłym roku za rolę w filmie Wątpliwość, w tym, za udział w filmie komediowym Julie i Julia. Pierwszą nominację do Oscara otrzymały w tym roku w kategorii aktorki pierwszoplanowej trzy aktorki: Carey Mulligan za rolę w filmie Była sobie dziewczyna, Sandra Bullock za rolę w dramacie Wielki Mike. The Blind Side (aktorka nagrodzona została niedawno Złotym Globem dla najlepszej aktorki w filmie dramatycznym) i Gabourey Sidibe, która jest absolutną debiutantką. Sidibe wystąpiła w dramacie Hej, skarbie. Listę w tej kategorii zamyka Helen Mirren, która otrzymała swoją czwartą nominację do Oscara, lecz drugą w tej kategorii. Mirren, laureatka Oscara sprzed trzech lat za rolę w biograficznej Królowej, w tym roku nominację otrzymała za rolę Zofii Tołstoj w obrazie Ostatnia stacja.
W kategorii aktorek drugoplanowych ponownie nominowana została zeszłoroczna laureatka Penélope Cruz. Cruz w tym roku nominację otrzymała za udział w musicalu Dziewięć. Dla dwóch aktorek z filmu W chmurach, Anny Kendrick i Very Farmigii są to pierwsze Oscarowe nominacje. Również pierwszy raz nominowana jest do Oscara, tegoroczna faworytka w tej kategorii, aktorka Mo’Nique. Mo’Nique wystąpiła w filmie Hej, skarbie Lee Danielsa. Aktorka została za rolę nagrodzona już Złotym Globem i nagrodą Gildii Aktorów Filmowych. Niespodzianką jest nominowanie w tej kategorii Maggie Gyllenhaal, która wystąpiła w filmie Szalone serce. Aktorka nie została nominowana do żadnych innych nagród w tym sezonie. Dla Gyllenhaal jest to pierwsza nominacja do Oscara.
Piątą nominację do Oscara otrzymał w tym roku Jeff Bridges. Aktor wystąpił w filmie Szalone serce i jest faworytem kategorii aktora pierwszoplanowego. Pozostali nominowani, to laureaci Oscara dla najlepszego aktora drugoplanowego, George Clooney, który zagrał w filmie W chmurach, i aktor Morgan Freeman, który wystąpił w obrazie Invictus – Niepokonany. Dla Freemana to również piąta nominacja do Oscara. Listę w tej kategorii zamykają Colin Firth i jego rola w filmie Samotny mężczyzna oraz Jeremy Renner, który wystąpił w wojennym The Hurt Locker. W pułapce wojny. Dla obu aktorów są to pierwsze nominacje.
W kategorii aktora drugoplanowego faworytem wydaje się być austriacki aktor Christoph Waltz, który zagrał w filmie Bękarty wojny. Waltz za rolę otrzymał Złotą Palmę, Złoty Glob i wiele innych nagród. Nominowani w tym roku zostali również Matt Damon za rolę w obrazie Invictus – Niepokonany i Woody Harrelson za udział w filmie W imieniu armii. Obaj aktorzy byli wcześniej nominowani do Oscara w kategorii aktora pierwszoplanowego, jednak nagród nie zdobyli. Pierwszą nominację do Oscara otrzymał 81-letni Christopher Plummer, który wcielił się w postać Lwa Tołstoja w filmie Ostatnia stacja. Również dla Stanleya Tucci jest to pierwsza nominacja do Oscara. Tucci zagrał w obrazie Nostalgia anioła.
W kategorii Najlepszy reżyser nominowana została była para małżeńska, James Cameron i Kathryn Bigelow. Ich filmy, Avatar i The Hurt Locker. W pułapce wojny są faworytami i rywalami kategorii Najlepszy film. Bigelow jest czwartą kobietą, która została nominowana jako najlepszy reżyser. Żadna z poprzedniczek (Wertmüller, Campion, Coppola) nagrody nie otrzymała, jednak Bigelow wydaje się być faworytką i nagrodę otrzymać. Z kolei autor Titanica, Cameron otrzymał niedawno za najlepszą reżyserię Złoty Glob. Pozostali nominowani w tej kategorii to: Lee Daniels za film Hej, skarbie, Jason Reitman za W chmurach oraz Quentin Tarantino i jego Bękarty wojny.

## Nagrody

### Filmy
Najwięcej nagród − sześć − otrzymał dramat Kathryn Bigelow The Hurt Locker. W pułapce wojny. Obraz został nagrodzony Oscarami dla najlepszego filmu, najlepszego reżysera oraz za najlepszy scenariusz oryginalny, montaż, dźwięk i montaż dźwięku. Tym samym obraz Bigelow zdeklasował swojego rywala − film Avatar Jamesa Camerona, który pomimo dziewięciu nominacji otrzymał trzy Oscary.
The Hurt Locker. W pułapce wojny stał się tym samym najmniej dochodowym filmem, jaki Akademia nagrodziła Oscarem dla najlepszego filmu. Obraz został też zrealizowany za wiele mniejsze pieniądze, niż jego rywale w kategorii najlepszego filmu. Jeśli chodzi ranking przyznanych nagród, to fantastycznonaukowe widowisko Jamesa Camerona, zrealizowane za 250.000.000 dolarów nie mogło jednak równać się z obrazem Bigelow zrealizowanym za niespełna 11.000.000 dolarów.
Z ośmiu nominacji dla Bękartów wojny na statuetki zamieniła się tylko jedna z nich. Niezależny obraz Hej, skarbie, który otrzymał sześć nominacji, pochwalić się może dwiema nagrodami. Film W chmurach pomimo pięciu nominacji nie otrzymał żadnej nagrody.
Najlepszym filmem nieanglojęzycznym okazał się argentyński Sekret jej oczu w reżyserii Juana José Campanella.
Odlot został nagrodzony w kategorii najlepszy długometrażowy film animowany. Obraz był również nominowany w kategorii najlepszy film. Film otrzymał również Oscara za najlepszą muzykę.
Polski film Królik po berlińsku nie otrzymał nagrody w kategorii najlepszy krótkometrażowy film dokumentalny. Przegrał z obrazem Music by Prudence.

### Artyści
Najlepszą aktorką pierwszoplanową została Sandra Bullock za rolę w filmie Wielki Mike. The Blind Side.
W kategoriach aktorów drugoplanowych wygrali sezonowi faworyci, którzy do szeregu nagród mogą również zaliczyć Oscara. Najlepszą aktorką drugoplanową w tym roku jest Mo’Nique za rolę w Hej, skarbie. Oscara dla najlepszego aktora drugoplanowego odebrał Christoph Waltz za rolę w obrazie Bękarty wojny.
Wszyscy nagrodzeni aktorzy, oprócz Jeffa Bridgesa byli po raz pierwszy nominowani do Oscara.
Kathryn Bigelow otrzymała Oscara dla najlepszego reżysera za film The Hurt Locker. W pułapce wojny. Tym samym jest pierwszą kobietą nagrodzoną w tej kategorii w historii wręczenia Oscarów. Bigelow w rywalizacji o statuetkę, prześcignęła swojego byłego męża, Jamesa Camerona. Reżyserka z ceremonii wyniosła dwie statuetki, drugą otrzymała za produkcję filmu The Hurt Locker. W pułapce wojny, który został nagrodzony w kategorii najlepszego filmu.

## Laureaci i nominowani

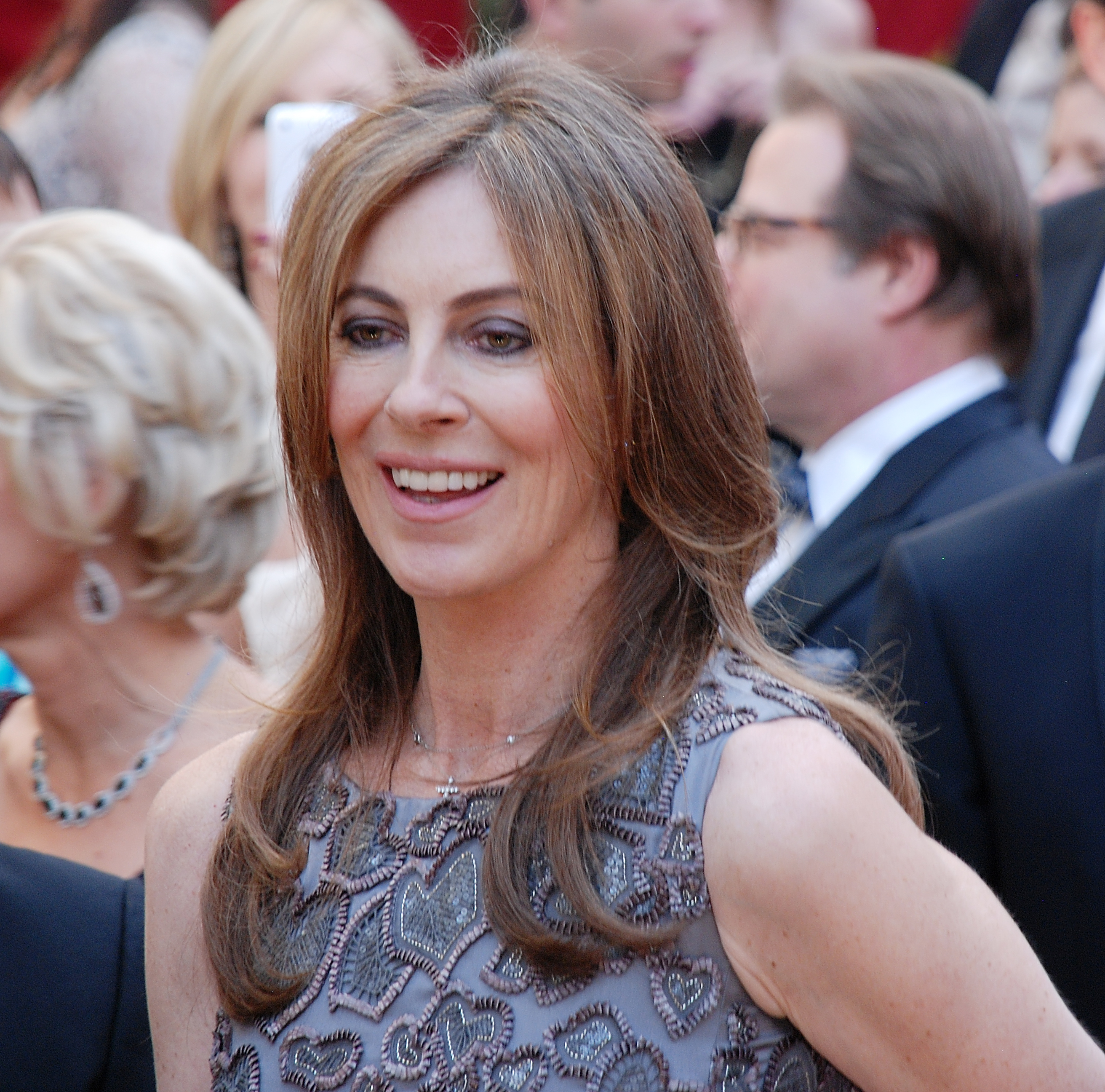
Kathryn Bigelow − pierwsza kobieta w historii, nagrodzona Oscarem dla najlepszego reżysera.

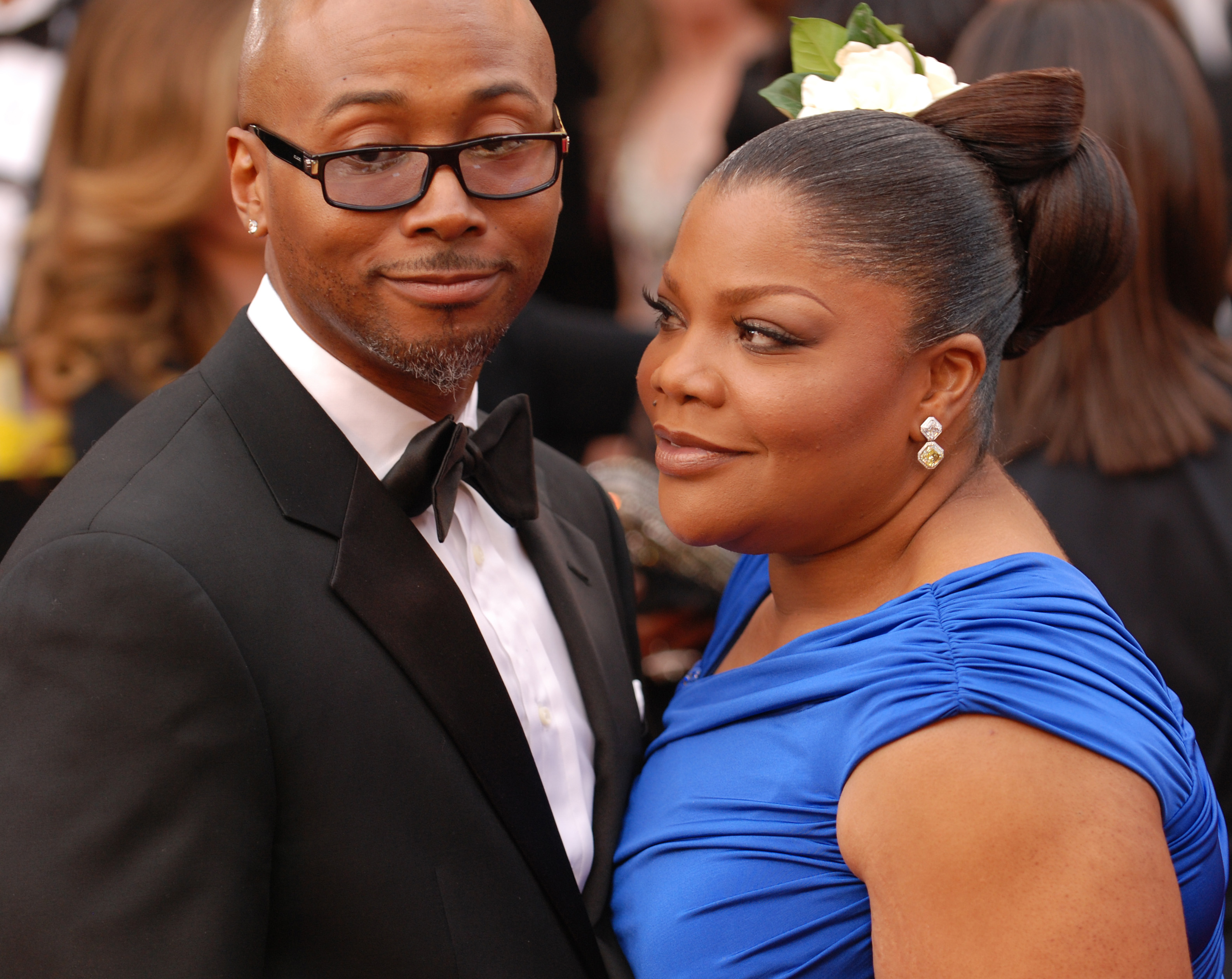
Mo’Nique − laureatka Oscara dla najlepszej aktorki drugoplanowej − na ceremonię przybyła z mężem.

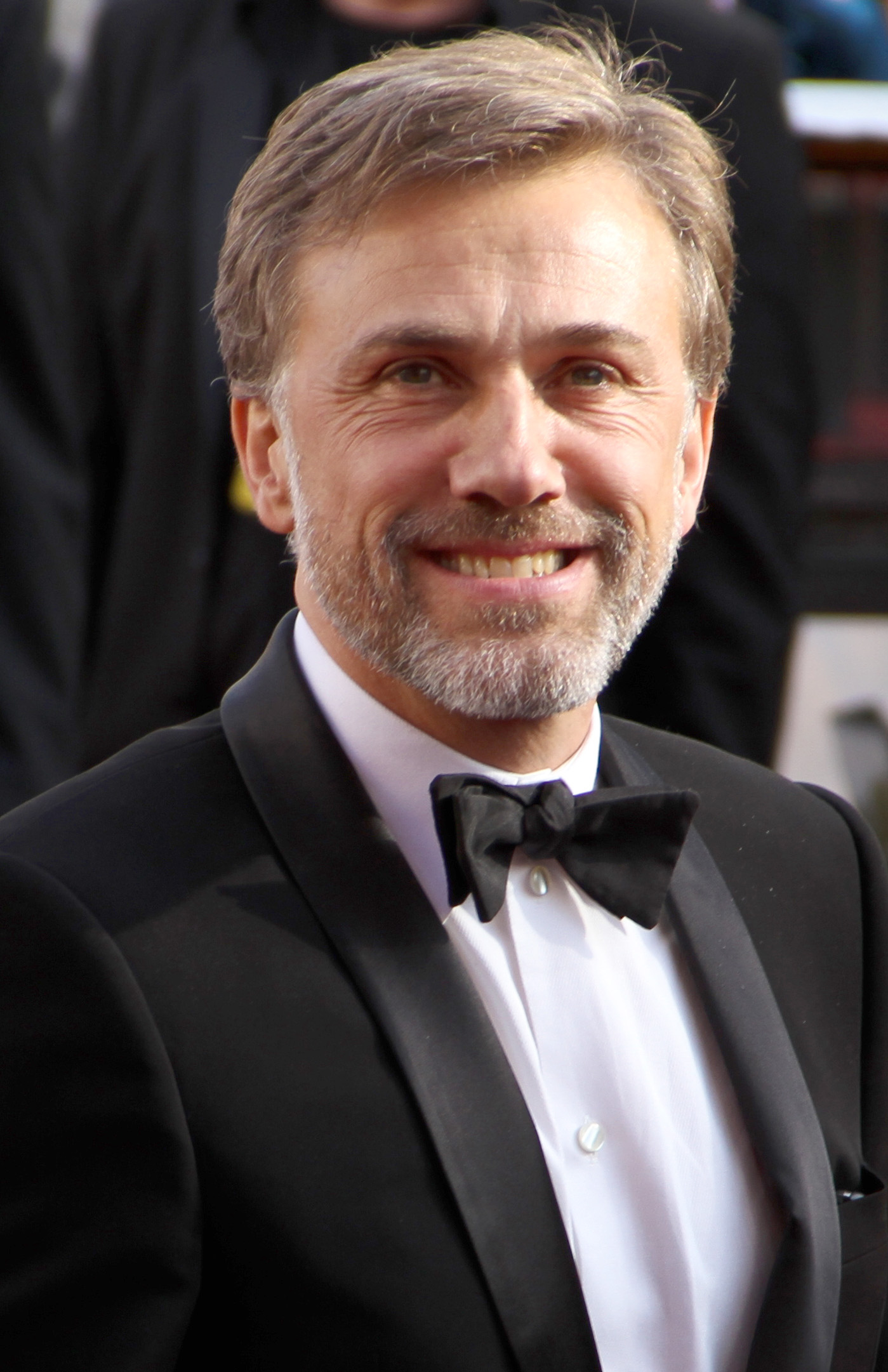
Christoph Waltz, laureat Oscara dla najlepszego aktora drugoplanowego za rolę w filmie Bękarty wojny.

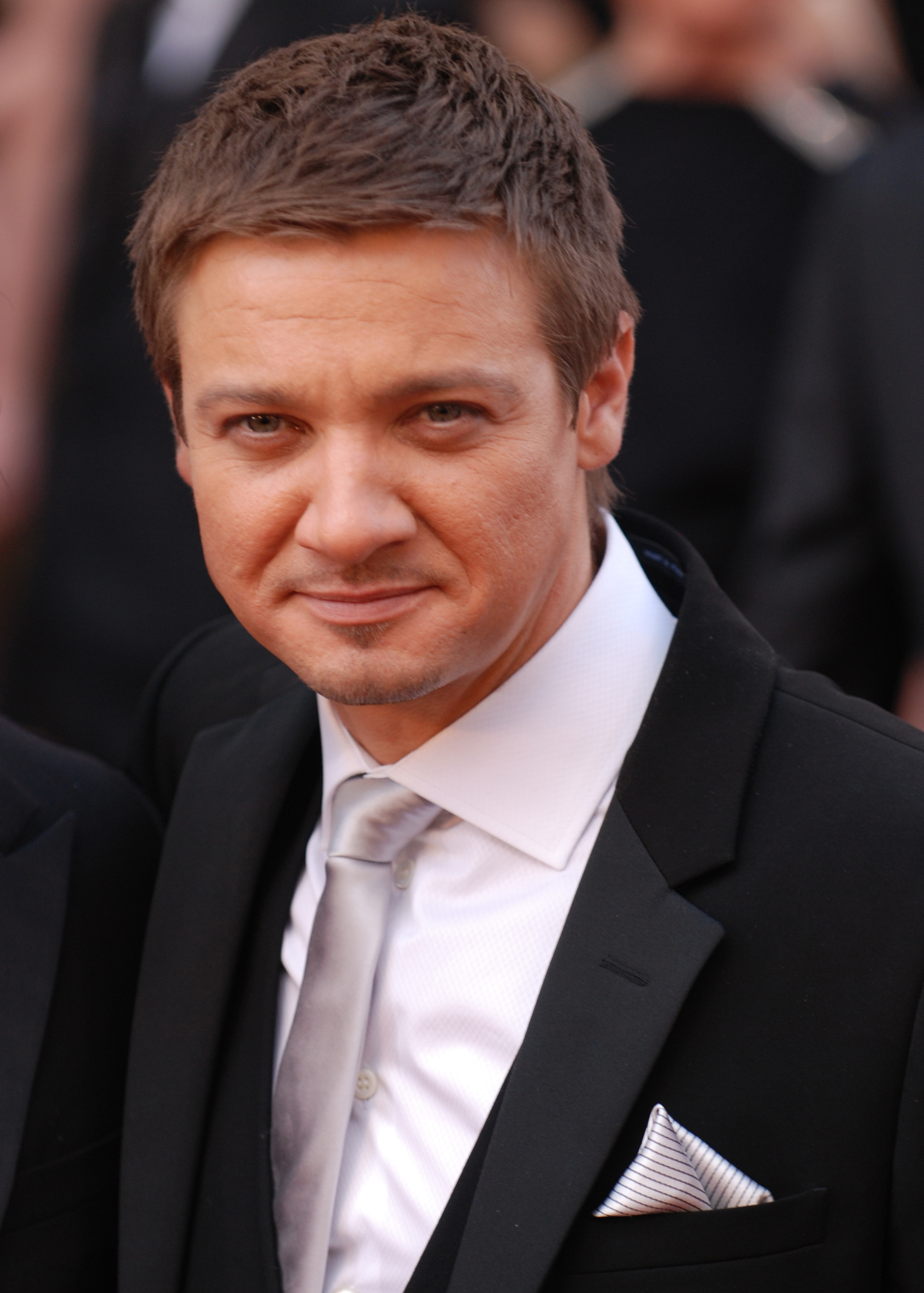
Jeremy Renner, nominowany w kategorii najlepszego aktora pierwszoplanowego za rolę w filmie The Hurt Locker. W pułapce wojny.

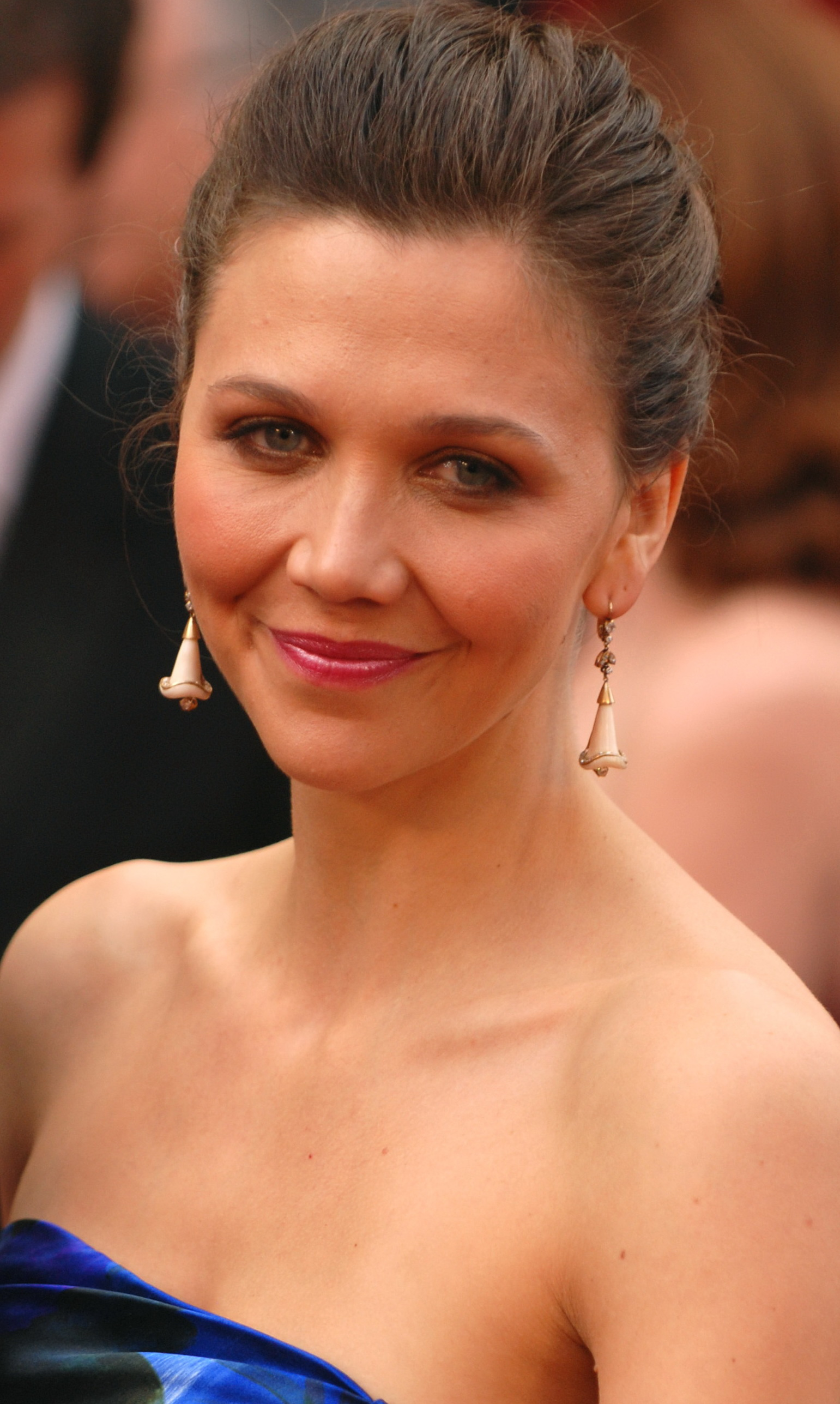
Maggie Gyllenhaal, nominowana za rolę drugoplanową w filmie Szalone serce.

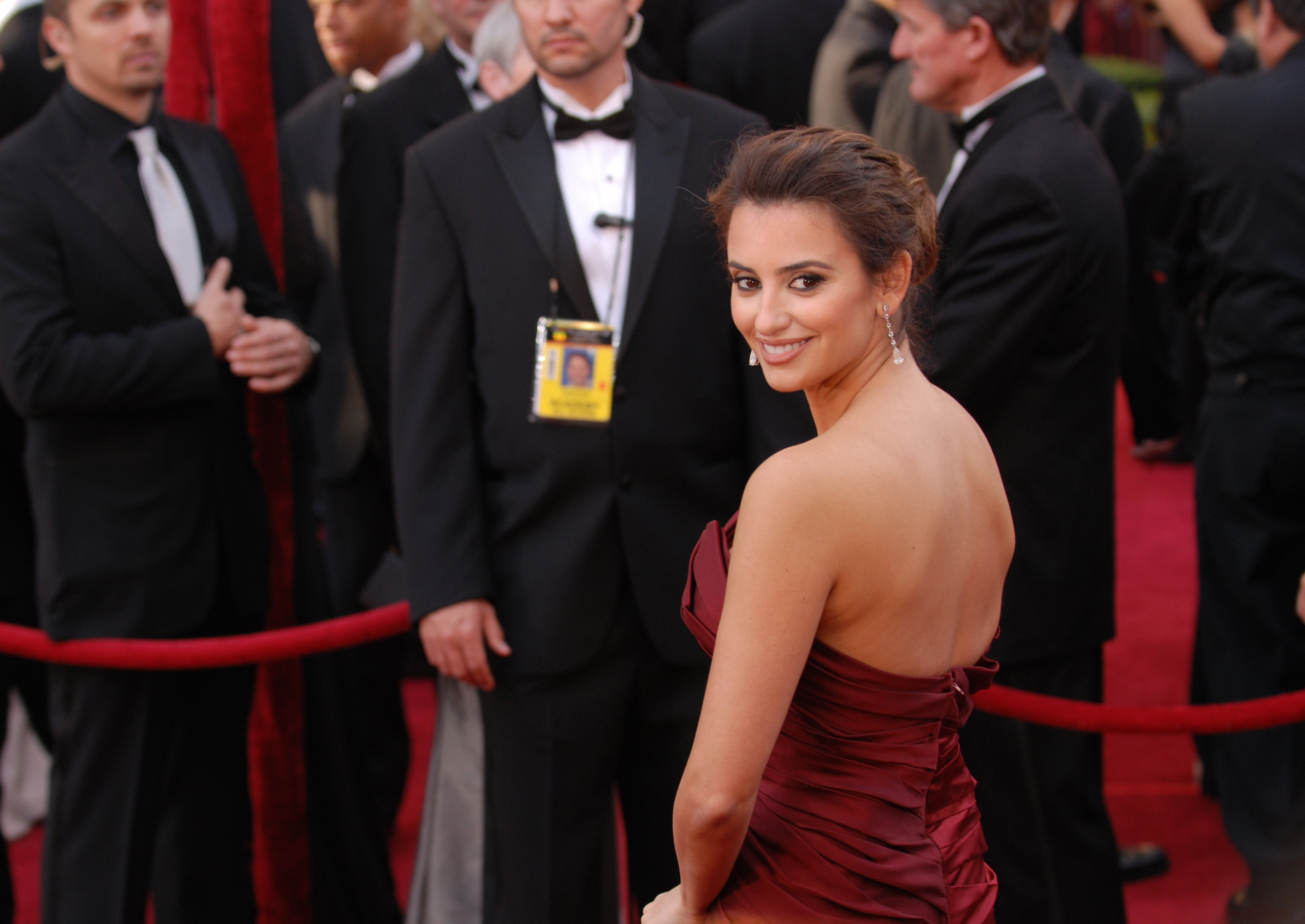
Penélope Cruz, nominowana w kategorii najlepszej aktorki drugoplanowej za rolę w filmie Dziewięć.

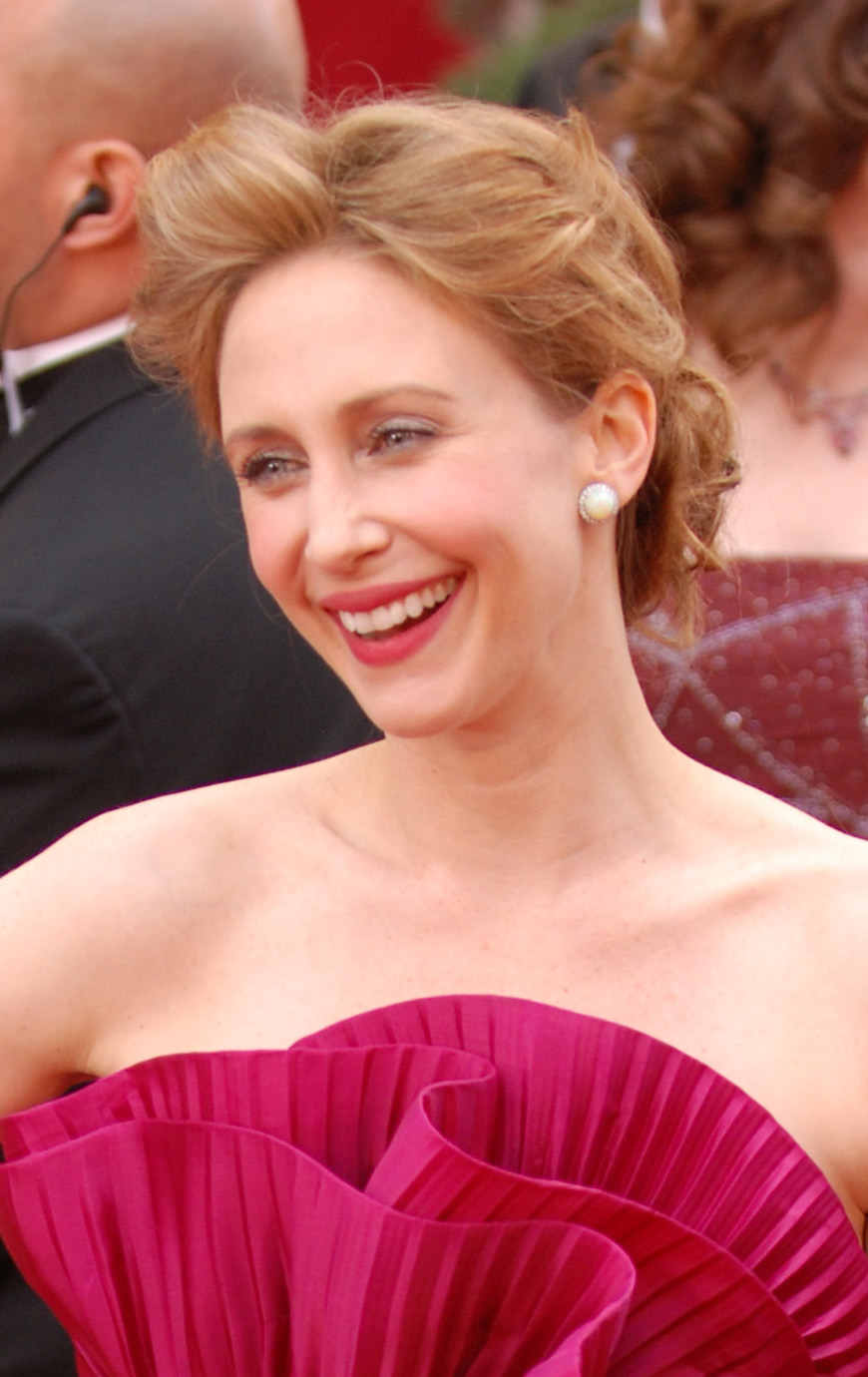
Vera Farmiga, nominowana za drugoplanową rolę w obrazie W chmurach.

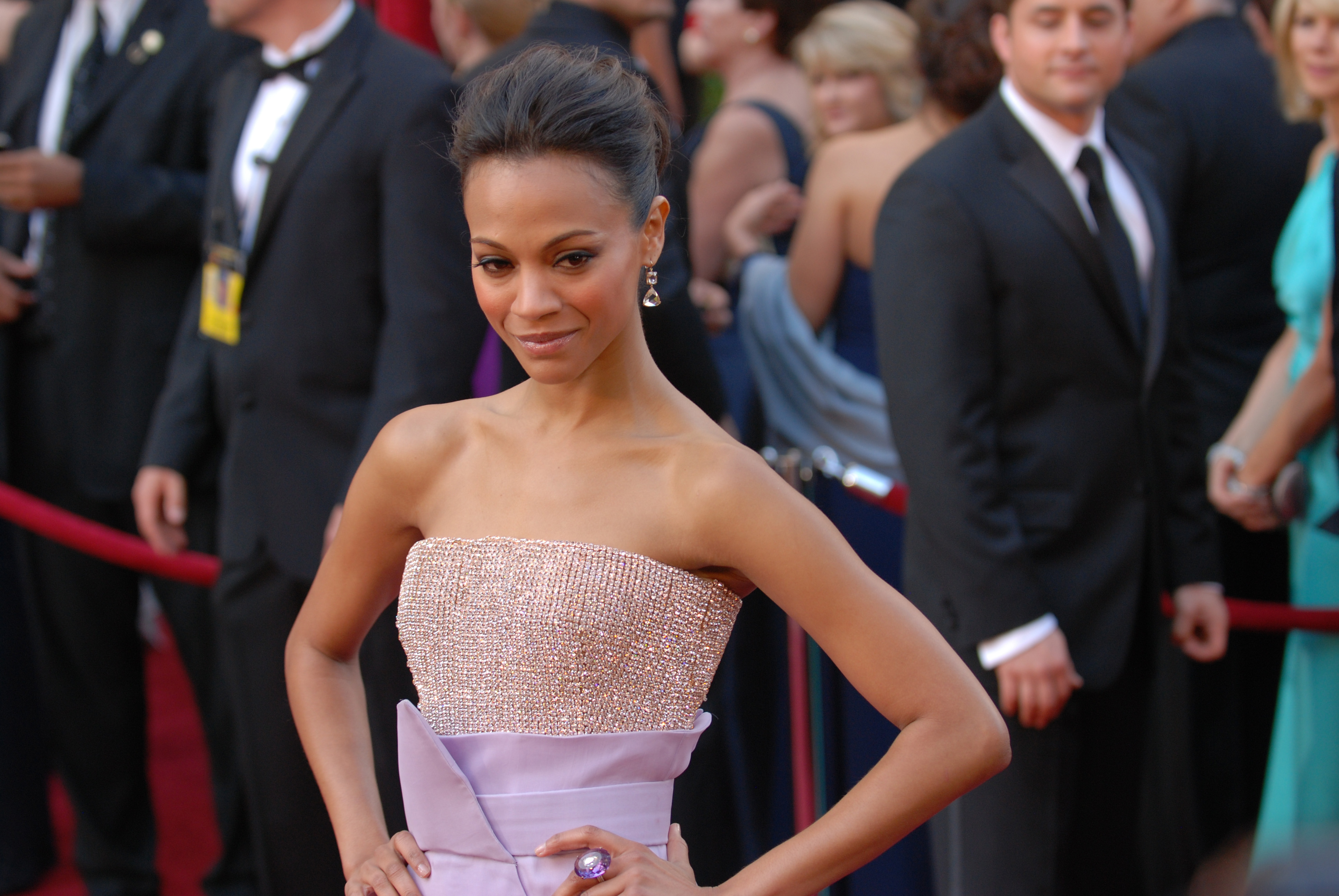
Zoe Saldaña, gwiazda filmu Avatar, pozuje na czerwonym dywanie.

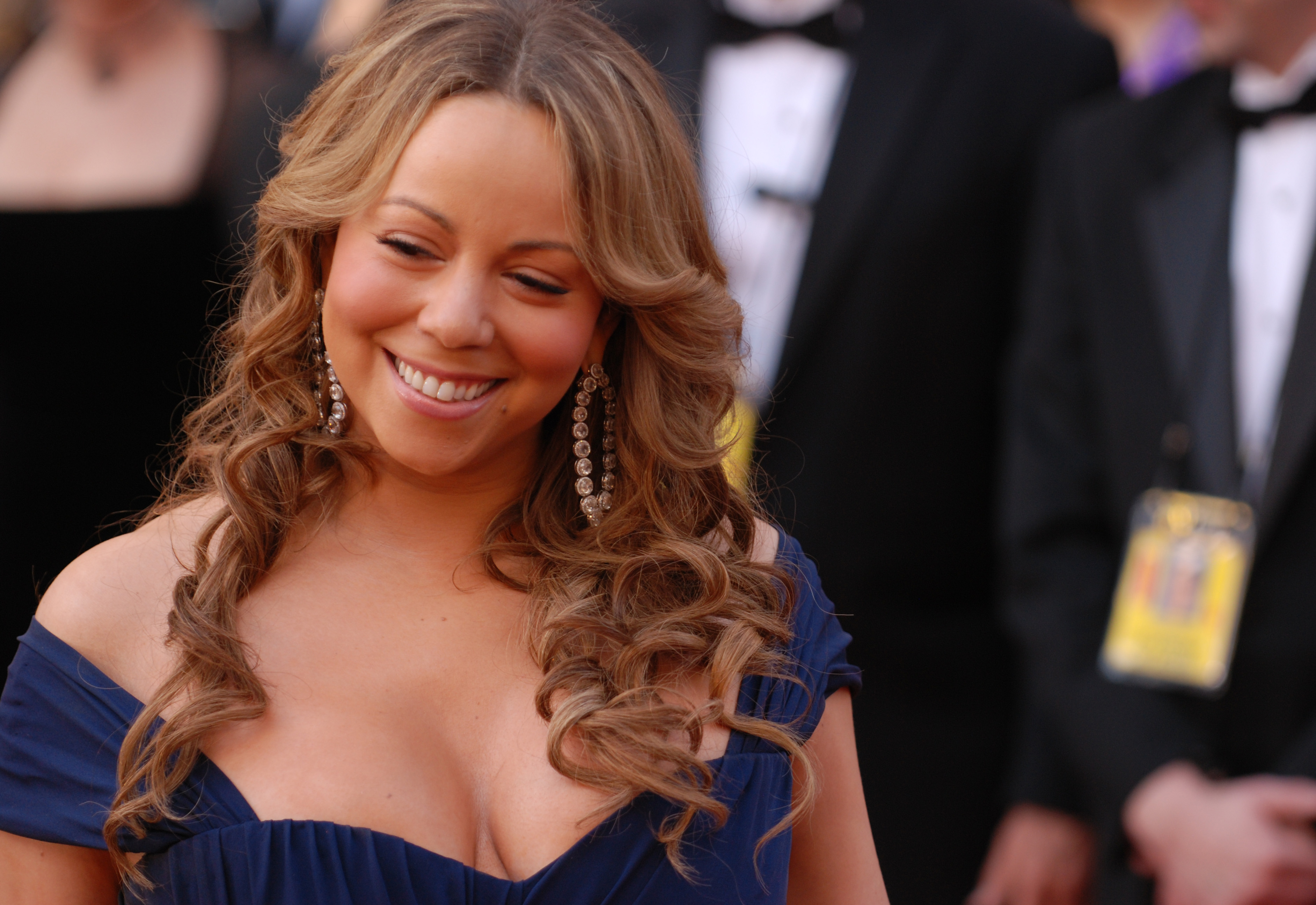
Mariah Carey wystąpiła w filmie Hej, skarbie.

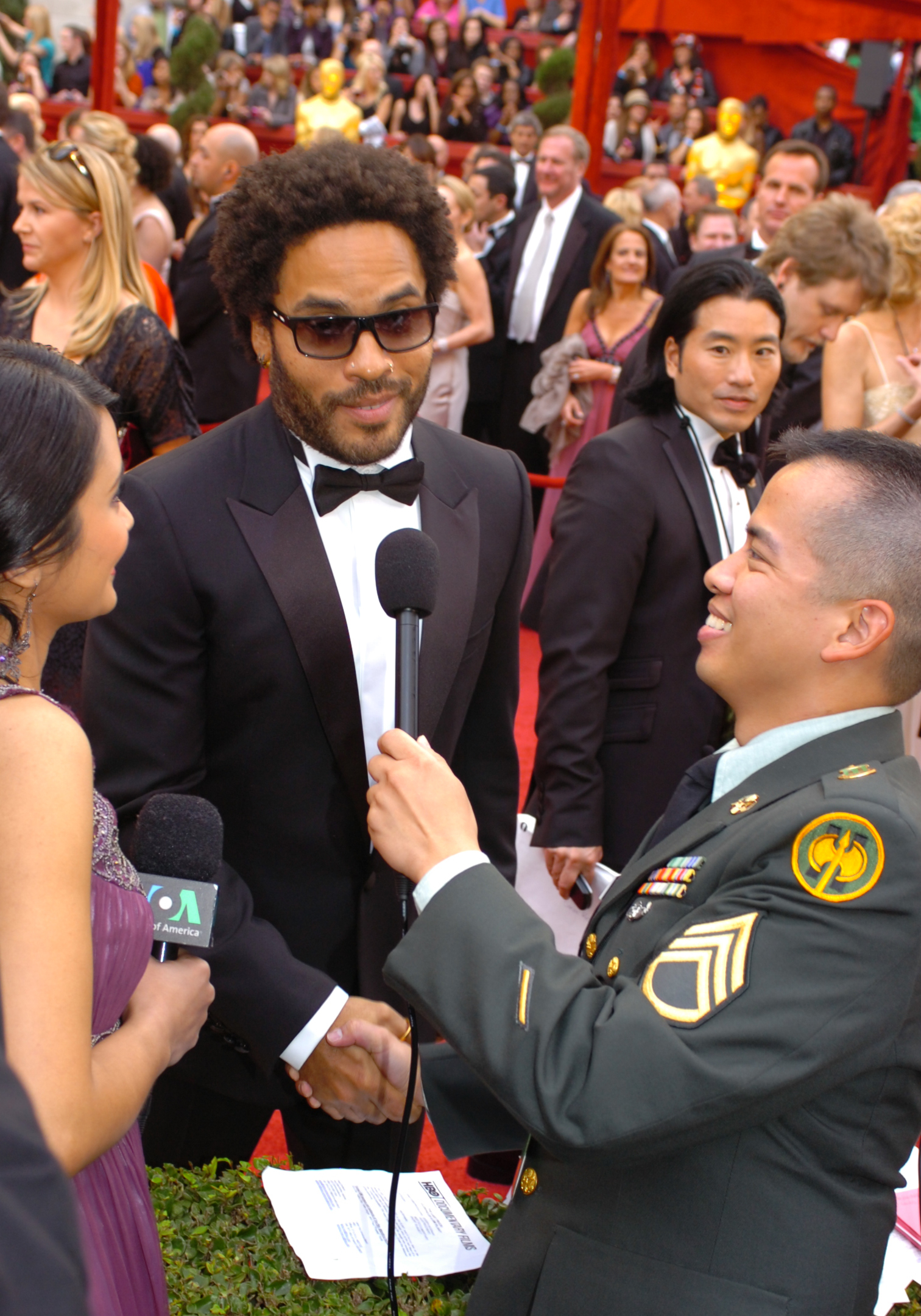
Lenny Kravitz zadebiutował przed kamerą w filmie Hej, skarbie.

Laureaci nagród wyróżnieni są wytłuszczeniem

### Najlepszy film
- Kathryn Bigelow, Mark Boal, Nicolas Chartier i Greg Shapiro − The Hurt Locker. W pułapce wojny
- James Cameron i Jon Landau − Avatar
- Gil Netter, Andrew A. Kosove i Broderick Johnson − Wielki Mike. The Blind Side
- Peter Jackson i Carolynne Cunningham − Dystrykt 9
- Finola Dwyer i Amanda Posey − Była sobie dziewczyna
- Lawrence Bender − Bękarty wojny
- Lee Daniels, Sarah Siegel-Magness i Gary Magness − Hej, skarbie
- Jonas Rivera − Odlot
- Daniel Dubiecki, Ivan Reitman i Jason Reitman − W chmurach
- Joel i Ethan Coenowie − Poważny człowiek

### Najlepszy film nieanglojęzyczny
- Juan José Campanella − Sekret jej oczu • Argentyna
- Michael Haneke − Biała wstążka • Niemcy
- Scandar Copti i Jaron Szani − Ajami • Izrael
- Claudia Llosa − Gorzkie mleko • Peru
- Jacques Audiard − Prorok • Francja

### Najlepszy reżyser
- Kathryn Bigelow − The Hurt Locker. W pułapce wojny
- James Cameron − Avatar
- Quentin Tarantino − Bękarty wojny
- Lee Daniels − Hej, skarbie
- Jason Reitman − W chmurach

### Najlepszy scenariusz oryginalny
- Mark Boal − The Hurt Locker. W pułapce wojny
- Quentin Tarantino − Bękarty wojny
- Alessandro Camon i Oren Moverman − W imieniu armii
- Joel i Ethan Coenowie − Poważny człowiek
- Bob Peterson i Pete Docter − Odlot

### Najlepszy scenariusz adaptowany
- Geoffrey Fletcher − Hej, skarbie
- Neill Blomkamp i Terri Tatchell − Dystrykt 9
- Jesse Armstrong, Simon Blackwell, Armando Iannucci i Tony Roche − Zapętleni
- Nick Hornby − Była sobie dziewczyna
- Jason Reitman i Sheldon Turner − W chmurach

### Najlepszy aktor pierwszoplanowy
- Jeff Bridges − Szalone serce
- George Clooney − W chmurach
- Colin Firth − Samotny mężczyzna
- Morgan Freeman − Invictus – Niepokonany
- Jeremy Renner − The Hurt Locker. W pułapce wojny

### Najlepsza aktorka pierwszoplanowa
- Sandra Bullock − Wielki Mike. The Blind Side
- Helen Mirren − Ostatnia stacja
- Carey Mulligan − Była sobie dziewczyna
- Gabourey Sidibe − Hej, skarbie
- Meryl Streep − Julie i Julia

### Najlepszy aktor drugoplanowy
- Christoph Waltz − Bękarty wojny
- Matt Damon − Invictus – Niepokonany
- Woody Harrelson − W imieniu armii
- Christopher Plummer − Ostatnia stacja
- Stanley Tucci − Nostalgia anioła

### Najlepsza aktorka drugoplanowa
- Mo’Nique − Hej, skarbie
- Penélope Cruz − Dziewięć
- Vera Farmiga − W chmurach
- Anna Kendrick − W chmurach
- Maggie Gyllenhaal − Szalone serce

### Najlepsza muzyka
- Michael Giacchino – Odlot
- James Horner – Avatar
- Alexandre Desplat – Fantastyczny pan Lis
- Marco Beltrami i Buck Sanders – The Hurt Locker. W pułapce wojny
- Hans Zimmer – Sherlock Holmes

### Najlepsza piosenka
- The Weary Kind z filmu Szalone serce (muzyka i słowa: Ryan Bingham i T Bone Burnett)
- Almost There z filmu Księżniczka i żaba (muzyka i słowa: Randy Newman)
- Down in New Orleans z filmu Księżniczka i żaba (muzyka i słowa: Randy Newman)
- Loin de Paname z filmu Paryż 36 (muzyka Reinhardt Wagner, słowa Frank Thomas)
- Take It All z filmu Dziewięć (muzyka i słowa: Maury Yeston)

### Najlepsze zdjęcia
- Mauro Fiore – Avatar
- Bruno Delbonnel – Harry Potter i Książę Półkrwi
- Barry Ackroyd – The Hurt Locker. W pułapce wojny
- Robert Richardson – Bękarty wojny
- Christian Berger – Biała wstążka

### Najlepsza scenografia i dekoracja wnętrz
- Rick Carter i Robert Stromberg (dekoracja wnętrz), Kim Sinclair (scenografia) – Avatar
- Dave Warren i Anastasia Masaro (dekoracja wnętrz), Caroline Smith (scenografia) – Parnassus: Człowiek, który oszukał diabła
- John Myhre (dekoracja wnętrz), Gordon Sim (scenografia) – Dziewięć
- Sarah Greenwood (dekoracja wnętrz), Katie Spencer (scenografia) – Sherlock Holmes
- Patrice Vermette (dekoracja wnętrz), Maggie Gray (scenografia) – Młoda Wiktoria

### Najlepsze kostiumy
- Sandy Powell – Młoda Wiktoria
- Janet Patterson – Jaśniejsza od gwiazd
- Catherine Leterrier – Coco Chanel
- Monique Prudhomme – Parnassus: Człowiek, który oszukał diabła
- Colleen Atwood – Dziewięć

### Najlepsza charakteryzacja
- Barney Burman, Mindy Hall i Joel Harlow – Star Trek
- Aldo Signoretti i Vittorio Sodano – Boski
- Jon Henry Gordon i Jenny Shircore – Młoda Wiktoria

### Najlepszy montaż
- Bob Murawski i Chris Innis – The Hurt Locker. W pułapce wojny
- Stephen E. Rivkin, John Refoua i James Cameron – Avatar
- Julian Clarke – Dystrykt 9
- Sally Menke – Bękarty wojny
- Joe Klotz – Hej, skarbie

### Najlepszy montaż dźwięku
- Paul N.J. Ottosson i Ray Beckett − The Hurt Locker. W pułapce wojny
- Christopher Boyes, Gwendolyn Yates Whittle − Avatar
- Wylie Stateman − Bękarty wojny
- Mark Stoeckinger i Alan Rankin − Star Trek
- Michael Silvers i Tom Myers − Odlot

### Najlepszy dźwięk
- Paul N.J. Ottosson i Ray Beckett – The Hurt Locker. W pułapce wojny
- Christopher Boyes, Gary Summers, Andy Nelson i Tony Johnson – Avatar
- Michael Minkler, Tony Lamberti i Mark Ulano – Bękarty wojny
- Anna Behlmer, Andy Nelson i Peter J. Devlin – Star Trek
- Greg P. Russell, Gary Summers i Geoffrey Patterson − Transformers: Zemsta upadłych

### Najlepsze efekty specjalne
- Joe Letteri, Stephen Rosenbaum, Richard Baneham i Andrew R. Jones − Avatar
- Dan Kaufman, Peter Muyzers, Robert Habros i Matt Aitken − Dystrykt 9
- Roger Guyett, Russell Earl, Paul Kavanagh i Burt Dalton − Star Trek

### Najlepszy długometrażowy film animowany
- Odlot, reż. Pete Docter
- Koralina i tajemnicze drzwi, reż. Henry Selick
- Fantastyczny pan Lis, reż. Wes Anderson
- Księżniczka i żaba, reż. John Musker i Ron Clements
- Sekret księgi z Kells, reż. Tomm Moore

### Najlepszy krótkometrażowy film animowany
- Nicolas Schmerkin − Logorama
- Fabrice Joubert − Francuski klops
- Nicky Phelan i Darragh O’Connell − Śpiąca królewna Babci O’Grimm
- Javier Recio Gracia − Dama i śmierć
- Nick Park − Wallace i Gromit: Kwestia tycia i śmierci

### Najlepszy długometrażowy film dokumentalny
- Louie Psihoyos i Fisher Stevens − Zatoka delfinów
- Anders Østergaard i Lise Lense-Møller − Birma VJ
- Robert Kenner i Elise Pearlstein − Korporacyjna żywność
- Judith Ehrlich i Rick Goldsmith − Człowiek, który pokonał Pentagon
- Rebecca Cammisa − Którędy do domu?

### Najlepszy krótkometrażowy film dokumentalny
- Roger Ross Williams i Elinor Burkett − Music by Prudence
- Jon Alpert i Matthew O’Neill − Po trzęsieniu ziemi: łzy Syczuanu
- Daniel Junge i Henry Ansbacher − The Last Campaign of Governor Booth Gardner
- Steven Bognar i Julia Reichert − The Last Truck: Closing of a GM Plant
- Bartosz Konopka i Anna Wydra − Królik po berlińsku

### Najlepszy krótkometrażowy film aktorski
- Joachim Back i Tivi Magnusson − Nowi lokatorzy
- Juanita Wilson i James Flynn − The Door
- Patrik Eklund i Mathias Fjällström − Zamiast Abrakadabra
- Gregg Helvey − Kavi
- Luke Doolan i Drew Bailey − Cudowna rybka

## Podsumowanie ilości nominacji
(Ograniczenie do dwóch nominacji)
9: Avatar, The Hurt Locker. W pułapce wojny
8: Bękarty wojny
6: Hej, skarbie, W chmurach
5: Odlot
4: Dziewięć, Dystrykt 9, Star Trek
3: Księżniczka i żaba, Młoda Wiktoria, Była sobie dziewczyna, Szalone serce
2: Parnassus: Człowiek, który oszukał diabła, W imieniu armii, Ostatnia stacja, Invictus – Niepokonany, Poważny człowiek, Fantastyczny pan Lis, Wielki Mike. The Blind Side, Biała wstążka, Sherlock Holmes

## Podsumowanie ilości nagród
(Ograniczenie do dwóch nagród)
6: The Hurt Locker. W pułapce wojny
3: Avatar
2: Hej, skarbie, Odlot, Szalone serce

## Prezenterzy nagród i nominacji, oraz wykonawcy
| Imię i nazwisko                                                                                               | Prezentacja lub wręczenie nagrody:                                                                                             |
| --- | --- |
| Gina Tuttle                                                                                                   | Spiker zapowiadający 82. ceremonię wręczenia nagród                                                                            |
| Penélope Cruz                                                                                                 | Najlepszy aktor drugoplanowy                                                                                                   |
| Ryan Reynolds                                                                                                 | Prezentacja filmu Wielki Mike. The Blind Side                                                                                  |
| Steve Carell i Cameron Diaz                                                                                   | Najlepszy długometrażowy film animowany                                                                                        |
| Miley Cyrus i Amanda Seyfried                                                                                 | Najlepsza piosenka |
| Chris Pine | Prezentacja filmu Dystrykt 9                                                                                                   |
| Robert Downey Jr. i Tina Fey                                                                                  | Najlepszy scenariusz oryginalny                                                                                                |
| Matthew Broderick, Jon Cryer, Macaulay Culkin, Anthony Michael Hall, Judd Nelson, Molly Ringwald, Ally Sheedy | Prezentacja w hołdzie Johna Hughesa                                                                                            |
| Samuel L. Jackson                                                                                             | Prezentacja filmu Odlot |
| Carey Mulligan i Zoe Saldana                                                                                  | Najlepszy krótkometrażowy film animowany, Najlepszy krótkometrażowy film dokumentalny, Najlepszy krótkometrażowy film aktorski |
| Ben Stiller                                                                                                   | Najlepsza charakteryzacja |
| Jeff Bridges                                                                                                  | Prezentacja filmu Poważny człowiek                                                                                             |
| Jake Gyllenhaal i Rachel McAdams                                                                              | Najlepszy scenariusz adaptowany                                                                                                |
| Queen Latifah                                                                                                 | Prezentacja spotu wręczenia nagród Honorowych oraz nagrody im. Irvinga G. Thalberga                                            |
| Robin Williams                                                                                                | Najlepsza aktorka drugoplanowa                                                                                                 |
| Colin Firth                                                                                                   | Prezentacja filmu Była sobie dziewczyna                                                                                        |
| Sigourney Weaver                                                                                              | Najlepsza scenografia i dekoracja wnętrz                                                                                       |
| Tom Ford i Sarah Jessica Parker                                                                               | Najlepsze kostiumy |
| Charlize Theron                                                                                               | Prezentacja filmu Hej, skarbie                                                                                                 |
| Taylor Lautner i Kristen Stewart                                                                              | Prezentacja montażu filmów z gatunku horroru                                                                                   |
| Zac Efron i Anna Kendrick                                                                                     | Najlepszy dźwięk, Najlepszy montaż dźwięku                                                                                     |
| Elizabeth Banks                                                                                               | Prezentacja segmentu nagród techniczych Akademii i nagrody im. Gordona E. Sawyera                                              |
| John Travolta                                                                                                 | Prezentacja filmu Bękarty wojny                                                                                                |
| Sandra Bullock                                                                                                | Najlepsze zdjęcia |
| Demi Moore | Prezentacja segmentu In memoriam                                                                                               |
| Jennifer Lopez i Sam Worthington                                                                              | Najlepsza muzyka |
| Bradley Cooper i Gerard Butler                                                                                | Najlepsze efekty specjalne |
| Jason Bateman                                                                                                 | Prezentacja filmu W chmurach                                                                                                   |
| Matt Damon | Najlepszy długometrażowy film dokumentalny                                                                                     |
| Tyler Perry                                                                                                   | Najlepszy montaż |
| Keanu Reeves                                                                                                  | Prezentacja filmu The Hurt Locker. W pułapce wojny                                                                             |
| Pedro Almodóvar i Quentin Tarantino                                                                           | Najlepszy film nieanglojęzyczny                                                                                                |
| Kathy Bates                                                                                                   | Prezentacja filmu Avatar |
| Vera Farmiga, Colin Farrell, Julianne Moore, Michelle Pfeiffer, Tim Robbins, Kate Winslet                     | Najlepszy aktor pierwszoplanowy                                                                                                |
| Sean Penn, Peter Sarsgaard Michael Sheen, Stanley Tucci, Forest Whitaker, Oprah Winfrey                       | Najlepsza aktorka pierwszoplanowa                                                                                              |
| Barbra Streisand                                                                                              | Najlepszy reżyser |
| Tom Hanks | Najlepszy film |
| Wykonawcy | |
| Marc Shaiman                                                                                                  | Aranżer orkiestry |
| Harold Wheeler                                                                                                | Dyrygent orkiestry |
| Neil Patrick Harris                                                                                           | Wykonanie piosenki otwierającą ceremonię                                                                                       |
| James Taylor                                                                                                  | Wykonanie piosenki In My Life w hołdzie In memoriam                                                                            |

## Nagrody specjalne
20 lutego 2010 r. odbyło się wręczenie nagród honorowych i specjalnych. Podczas tej gali Lauren Bacall, Roger Corman i Gordon Willis otrzymali Oscary Honorowe za całokształt pracy artystycznej, natomiast John Calley został uhonorowany nagrodą im. Irvinga G. Thalberga, którą przyznaje się „kreatywnym producentom filmowym”.
Oscary Honorowe
- Lauren Bacall − za całokształt pracy aktorskiej
- Roger Corman − za całokształt osiągnięć jako reżyser i producent
- Gordon Willis − za całokształt osiągnięć jako operator

Nagroda im. Irvinga G. Thalberga
- John Calley